# Donji Streoc
Strellc i Ulët en albanais et Donji Streoc en serbe latin (en serbe cyrillique : Доњи Стреоц) est une localité du Kosovo située dans la commune/municipalité de Deçan/Dečani, district de Gjakovë/Đakovica (Kosovo) ou de Pejë/Peć (Serbie). Selon le recensement kosovar de 2011, elle compte 2 114 habitants.

## Histoire
Dans le village, la tour-résidence de Shaban Murat Gjukaj est proposée pour une inscription sur la liste des monuments culturels du Kosovo.

## Démographie

### Évolution historique de la population dans la localité
| 1948 | 1953 | 1961  | 1971  | 1981  | 1991  | 2011  |
| ---- | ---- | ----- | ----- | ----- | ----- | ----- |
| 718  | 814  | 1 013 | 1 365 | 1 888 | 2 383 | 2 114 |

|  |

### Répartition de la population par nationalités (2011)
En 2011, les Albanais représentaient 99,72 % de la population.